# Wappen Tibets

Wappen/Siegel der tibetischen Exilregierung

Das Wappen Tibets, das von der tibetischen Exilregierung verwendet wird, zeigt in seiner Mitte das als Mandala stilisierte buddhistische Dharma-Rad mit acht Speichen und dem „dreifarbigen Juwel“ im Zentrum, das von zwei Schneelöwen gestützt wird, die ein Spruchband halten. Die Inschrift auf dem Spruchband lautet bod gzhung dga' ldan pho brang phyogs las rnam rgyal („Tibetische Regierung, Gaden Palast, siegreich nach allen Richtungen“). Darüber deuten drei weiße Bergspitzen das Himalaya bzw. das Transhimalaya-Gebirge mit dem heiligen Berg Kailash in der Mitte an. Zwischen den Bergen des Himalayas stehen Mondsichel und Sonne. Einige Elemente des Wappens finden sich auch auf der Flagge Tibets.
Das Autonome Gebiet Tibet besitzt, ebenso wie die anderen Provinzen und Autonomen Gebiete Chinas, kein eigenes Wappen. Symbole der Exilregierung sind dort verboten.